# Austur-Húnavatnssýsla
Austur-Húnavatnssýsla è una contea islandese, situata nella regione di Norðurland vestra. Questa contea ha una superficie di 4.920 km2 e, nel 2006, aveva una popolazione di 1 397 abitanti. Le principali risorse economiche della contea sono l'agricoltura e il turismo. Il capoluogo è la cittadina di Blönduós.

## Municipalità
La contea è situata nella circoscrizione del Norðvesturkjördæmi e comprende i seguenti comuni:
- Blönduós
- Húnavatnshreppur
- Skagabyggð
- Skagaströnd